# The Liberation Tour
The Liberation Tour – światowa trasa koncertowa amerykańskiej wokalistki Christiny Aguilery, promująca płytę Liberation. Było to w sumie piąte tournée Aguilery, jej pierwsze od dziesięciu lat.
Trasa została pozytywnie oceniona przez krytyków muzycznych. Najczęściej omawianymi przez dziennikarzy występami były te z utworami „Deserve” oraz „It’s a Man’s Man’s Man’s World”. Wyprzedano bilety na większość koncertów. Gościli na nich między innymi Bill i Hillary Clintonowie.

## Informacje o trasie

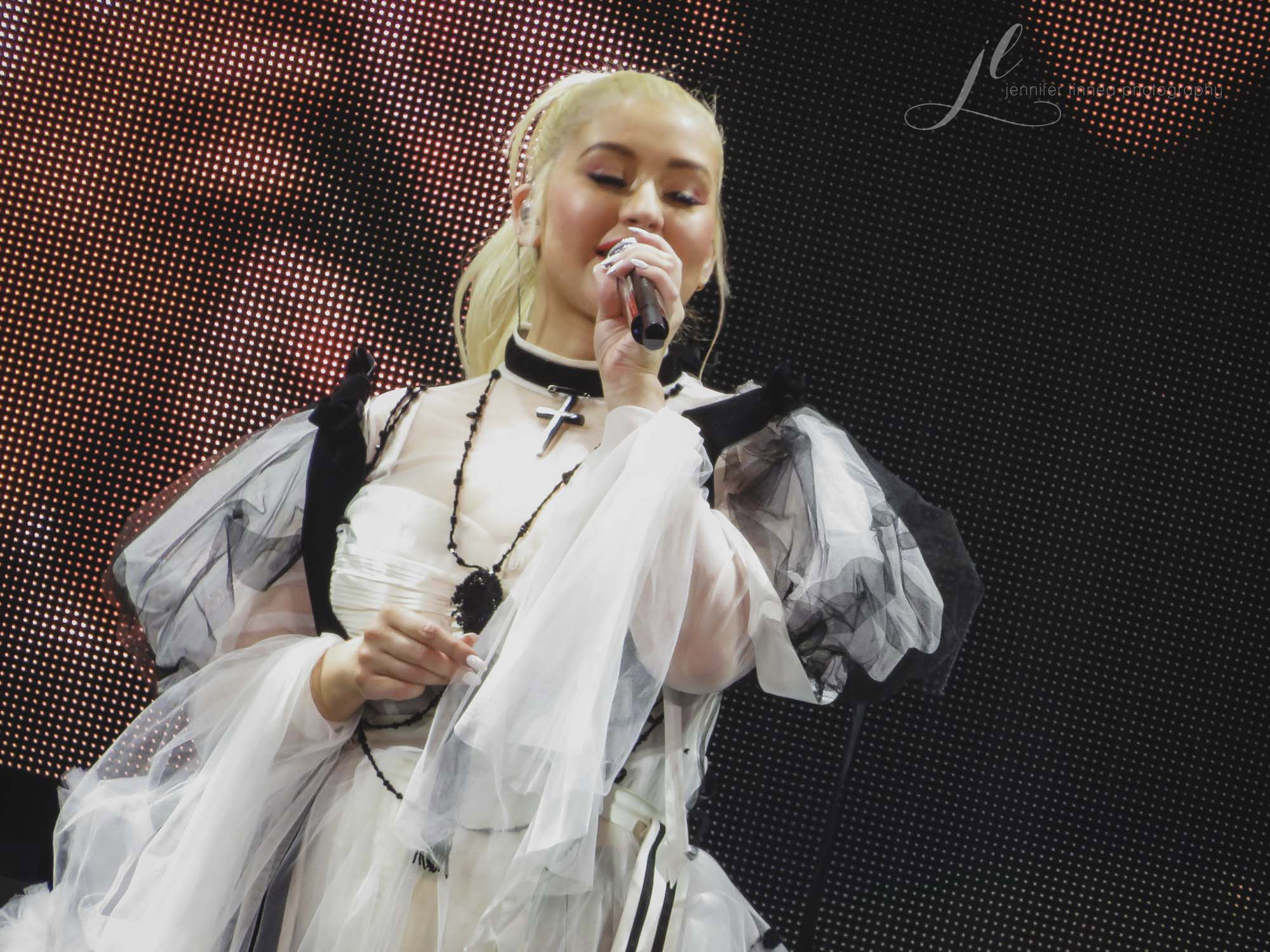
Aguilera występująca w hali Pepsi Center, w Denver, 19 października 2018.

The Liberation Tour to pierwsza trasa koncertowa Aguilery od czasów Back to Basics Tour (2006−2008). Jej celem była promocja ósmego albumu studyjnego artystki, Liberation. 9 maja 2018 roku ogłoszone zostały daty poszczególnych koncertów; zapowiedziano, że obejmą one Amerykę Północną i rozpoczną się 25 września. 14 maja wyjawiono, że podczas wybranych występów Aguilera będzie supportowana przez Big Boia, byłego członka duetu Outkast.
W rozmowie z Kelly Ripą i Ryanem Seacrestem Aguilera określiła trasę jako „teatralną”. Funkcję dyrektora muzycznego i aranżera objął Rob Lewis, który współpracował już z artystką przy trasach Stripped World Tour oraz Back to Basics Tour.
Pierwszy z koncertów odbył się 25 września 2018 w hali widowiskowej Hard Rock Live, w Hollywood na Florydzie. Zaprezentowano wówczas fragment nowej piosenki, „Wonderland”, która złożyła się na wideo-interludium. 8 października, po koncercie w bostońskim Boch Center Wang Theatre, publiczność nagrodziła artystkę pięciominutowymi owacjami na stojąco. 13 listopada, podczas finalnego występu w St. Petersburg, Aguilera zasugerowała, że trasa może zostać przedłużona.

## Promocja
Kilka tygodni przed rozpoczęciem trasy Aguilera skorzystała z social mediów, by dowiedzieć się, które z jej piosenek chcieliby usłyszeć oczekujący na koncert fani. Jednocześnie publikowała zdjęcia i krótkie materiały wideo z przygotowań do występów. 12 września gościła w programie ABC Jimmy Kimmel Live!, gdzie opowiedziała o nadchodzącym tournée. 23 września uruchomiona została specjalna strona internetowa, Liberate Your Love, na której fani mogli dzielić się z wokalistką swoimi historiami miłosnymi (dotyczącymi osoby towarzyszącej podczas późniejszego koncertu). 2 października Aguilera była gościem w studio radiowym SiriusXM i udzieliła wywiadu Andy’emu Cohenowi. Rozmawiała między innymi o swojej trasie. Później pojawiła się w programie Live with Kelly and Ryan (8 października).

## Przebieg trasy
Koncert rozpoczyna około 50-sekundowy materiał wideo, ukazujący Aguilerę oraz odmierzające czas zegarki. Kolejny klip skoordynowany jest z instrumentalnym utworem „Liberation”, który otwiera album o tym samym tytule i łączy się krótkim interludium „Searching for Maria”. W międzyczasie po estradzie przechadza się tancerka, rozrzucająca dookoła czerwone róże. Na scenie pojawia się Aguilera, by zaśpiewać pierwszą z piosenek, hip-hopową balladę „Maria”. Stoi na podwyższonej platformie, w samym centrum wielkiego, szeroko otwartego okna o częściowo pękniętych szybach. Artystka ubrana jest w jaskrawoczerwoną, falującą suknię o hiszpańskim kroju. Później głos z offu mówi: „powróćmy prosto do moich najwcześniejszych dni”, a Aguilera zaczyna wykonywać swój przebój z 1999 roku, „Genie in a Bottle”, w nowej, „dramatycznej” aranżacji. Orientalny beat utworu dopasowany jest do strojów tancerzy, którym w dłonie włożono azjatyckie parasole; sama wokalistka ma na sobie rozłożyste kimono.
Na ekranie wizyjnym emitowany jest klip przedstawiający mocno umalowaną Aguilerę oraz ciąg słów, układających się w zdanie: „the queen is back” (królowa powróciła). Gdy rozbrzmiewają początkowe akordy nagrania „Dirrty”, na scenie ukazuje się Aguilera, która siedzi na zdobionym tronie, otoczona tancerkami. Magazyn Billboard porównał tron do fotelu, na jakim podczas swoich koncertów zasiadał niegdyś kontuzjowany Dave Grohl (zwracając jednak uwagę na jego „divowski” fason). Artystka ubrana jest w skórzany, czarno-czerwony kostium, przypominający ten z teledysku do „Dirrty” (2002). Kolejne wykonywane piosenki to „Sick of Sittin'”, medley „What a Girl Wants”, „Come on Over Baby (All I Want Is You)” i „Keep on Singin’ My Song” oraz „Can’t Hold Us Down”.

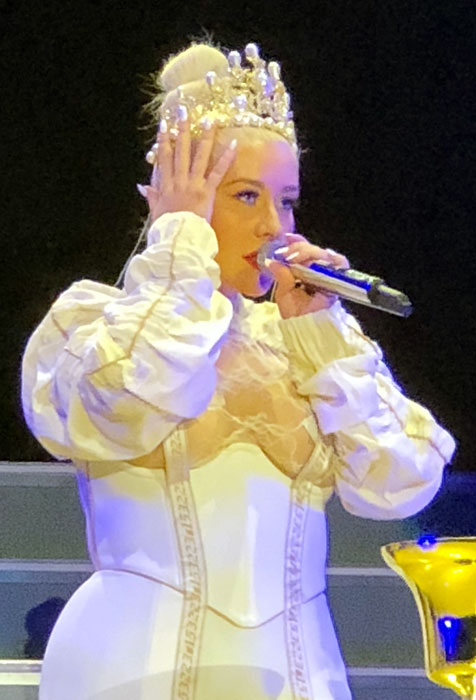
Aguilera śpiewa „Deserve” podczas występu w Denver.

Przerywnik wideo ukazuje Aguilerę, śpiewającą utwór „Right Moves”, oraz grupę tancerek. Na scenie pojawia się długi stół, na którym stoją złote kielichy. Siedzą przy nim ucztujący tancerze, a po chwili dołącza do nich Aguilera, która wykonuje piosenkę „Deserve”. Artystka ma na sobie koronę i posypuje się złotym brokatem, a następnie zaczyna śpiewać „Accelerate”. Pod koniec utworu każdy z członków ekipy tanecznej indywidualnie prezentuje swoje umiejętności, gdy Aguilera zagrzewa grupę do zabawy. Następuje medley trzech kompozycji: „Elastic Love”, „Woohoo” i „Bionic” (ostatnia z nich rozpoczyna się krótkim fragmentem „Not Myself Tonight”). Podczas segmentu burleskowego wokalistka przedstawia seksowny układ choreograficzny i wykonuje partie z piosenki „Express”, a później śpiewa „Lady Marmalade” pomiędzy ubranymi na biało tancerzami. Wszyscy wymachują wachlarzami; sama Aguilera nosi jedwabistą koszulę nocną.
Aguilera wykonuje nagranie „It’s a Man’s Man’s Man’s World” z repertuaru Jamesa Browna, odwzorowując swój popisowy występ podczas 49. ceremonii wręczenia nagród Grammy (2007). Artystka śpiewa, stojąc przy mikrofonie, a dwoje jej tancerzy wciela się w małżonków: pokorną żonę i agresywnego męża. Dziennikarz Jesse Sendejas Jr. porównał tę scenę do spektaklu broadwayowskiego.
Koncert trwa blisko dwie godziny. Aguilera nosi w jego trakcie blisko dziesięć stylizacji (zaprojektowanych między innymi przez Garetha Pugha, Milligan Beaumont i Joshuę Kima). Podczas występów stosowane są efekty specjalne i pirotechniczne, a także wielokolorowe oświetlenie. Na scenie znajdują się kurtyny oraz ekrany wizyjne, na których wyświetlane są towarzyszące piosenkom wizualizacje.

### Hard Rock Live
Podczas koncertu inaugurującego trasę, który miał miejsce w hali Hard Rock Live w miejscowości Hollywood, Aguilera wyjaśniła fanom, dlaczego tak długo zwlekała z wyruszeniem w tournée (Back to Basics Tour oficjalnie zakończono w 2008 roku). Podczas przemowy zaczęła płakać i wyznała, że tęskniła za kontaktem z publicznością. Powiedziała, że „nie chce, by jej dzieci dorastały w cieniu znanej matki”, dlatego postanowiła skupić się na obowiązkach rodzicielskich. Później dodała: „Jednak mama musi wrócić do swoich obowiązków”. W trakcie występu z miłosną balladą „Unless It’s with You” na scenie zjawili się goście specjalni: homoseksualna para, Ben Lear i Mike Kontomanolis. Jeden z mężczyzn – wierny fan Aguilery – oświadczył się swojemu partnerowi, ku zachwytom piosenkarki. Kontomanolis już wcześniej pojawił się na tej samej scenie, co Aguilera; podczas Back to Basics Tour w Australii, jako uczestnik wyłoniony spośród widzów, partnerował wokalistce, gdy ta śpiewała utwór „Nasty Naughty Boy”. Tuż po oświadczynach koncert zwieńczyło wykonanie dance’owego nagrania „Let There Be Love”, które uchodzi za hymn społeczności LGBT.

## Odbiór

### Recenzje
Dziennikarka magazynu Billboard, Lyndsey Havens, pozytywnie wypowiadała się na temat skali głosu Aguilery oraz „popisów wokalnych, które są jej znakiem towarowym”. Dodała też, że aranżacja sceny przy utworze „Deserve” zainspirowana została Ostatnią Wieczerzą. Jay Cridlin, piszący na łamach dziennika Tampa Bay Times, podsumował trasę jako „ambitną” i „kameralną”. Krytyk pochwalił Aguilerę za siłę wokalu, który „działając na pełnych obrotach, chwilami pozostawiał artystkę bez tchu”. Cover szlagieru „It’s a Man’s Man’s Man’s World” autorstwa Jamesa Browna uznał za „żarliwy”, a wykonanie piosenki „Deserve” – za „interesująco minimalistyczne”. Cridlin docenił też produkcję koncertu oraz „bogatą”, „wystawną” aranżację sceny. Pozytywnie ocenił interakcję Aguilery z tancerzami, powołując się na moment, w którym znikają oni pod jej czerwoną suknią, gdy ta śpiewa w najlepsze. Mike Chaiken (Southington Observer) stwierdził, że głos Aguilery jest „silny i pełen pasji”, a w wykonaniu „It’s a Man’s Man’s Man’s World” widział ambitną „sztukę teatralną o przemocy domowej”. Według Andrew Wendowskiego (Music Mayhem Magazine), który wybrał się na koncert Aguilery w Atlantic City, głównymi atrakcjami wieczoru były występy z utworami „Ain’t No Other Man”, „Deserve” oraz „Fall in Line”, a także „bezbłędne” covery „It’s a Man’s...” i „Say Something”, które „brzmiały tak perfekcyjnie, jakby należały w istocie do samej Aguilery”.

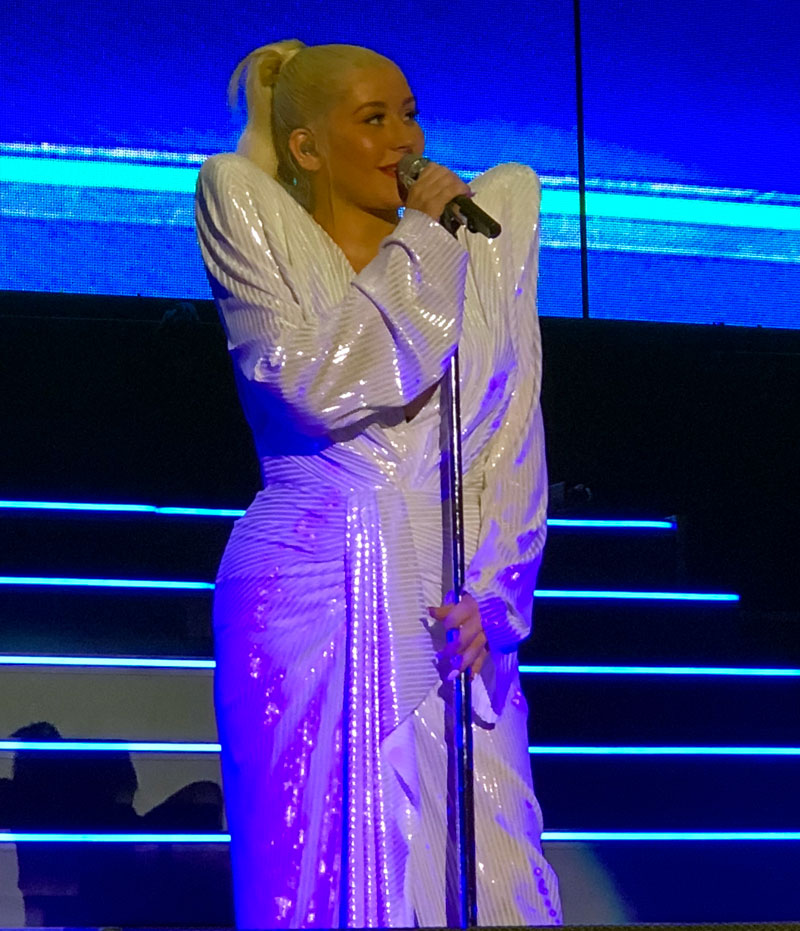
Występ z balladą „Twice”.

Mike McKenney, współpracujący z serwisem Rock at Night, pisał: „Aguilera słynie ze zmysłu dramatycznego i niejednokrotnie – gdy zaczynały rozbrzmiewać kolejne piosenki – pojawiała się na scenie z hukiem”. Zdaniem McKenneya, interpretacje takich utworów, jak „Maria”, „Sick of Sittin'” czy „Deserve” dowiodły, że artystka „nawet po kilkuletniej przerwie w karierze pozostaje istotną postacią na scenie muzycznej”.
W recenzji dla portalu NJ Advance Media napisano, że trasa jest „ekscytująca muzycznie”, a bilety wstępu są warte swojej ceny. Bobby Olivier chwalił organizatorów za wysokie standardy produkcyjne, a Aguilerę za „możliwość wspięcia się na wyżyny wokalne, gdzie niewielu jej konkurentów potrafiłoby dotrzeć”. Występ Aguilery z balladą „Twice” okrzyknął mianem „zabójczego”, ale to utwory żwawe i taneczne wskazał jako gwóźdź programu. Uwagę zwrócił też na „pełne artyzmu” klipy wideo z udziałem małej dziewczynki, reprezentującej piosenkarkę jako dziecko; jednocześnie dodał: „to inspirujące sceny, ale muzyka w większości przypadków i tak mówi sama za siebie”. Lucas Villa, dziennikarz serwisu AXS, uznał, że na trasę warto było czekać ponad dziesięć lat, a jako gwóźdź programu wytypował wykonanie „It’s a Man’s Man’s Man’s World”. Jesse Sendejas Jr. (Houston Press) pozytywnie ocenił walory realizacyjne koncertu w Sugar Land, w stanie Teksas. Serwis TMZ pisał, że Liberation Tour to „słodka trasa”.

### Późniejsze opinie
Magazyn Billboard okrzyknął The Liberation Tour jako jedną z najlepszych tras koncertowych 2018 roku.

## Lista wykonywanych piosenek
Liberation (wstęp wideo)
- 1. „Searching for Maria”/„Maria”
- 2. „Genie in a Bottle”

The Queen is Back (przerywnik wideo)
- 3. „Dirrty”
- 4. „Sick of Sittin'”
- 5. „What a Girl Wants”/„Come on Over Baby (All I Want Is You)”/„Keep on Singin’ My Song”[a]
- 6. „Can’t Hold Us Down”

Right Moves (przerywnik wideo)
- 7. „Deserve”
- 8. „Accelerate”
- 9. „Elastic Love”/„Woohoo”/„Bionic” (medley; wraz z krótkimi fragmentami „Not Myself Tonight”)
- 10. „Express” (segment taneczny)/„Lady Marmalade”

Back in the Day (przerywnik instrumentalny)
- 11. „Ain’t No Other Man”

Wonderland (przerywnik wideo; fragment utworu)
- 12. „Say Something”
- 13. „It’s a Man’s Man’s Man’s World”
- 14. „Fighter”

Lonely Heart/Dreamers (przerywnik wideo)
- 15. „Fall in Line”
- 16. „Twice”
- 17. „Beautiful”

Encore
- 18. „Unless It’s with You”
- 19. „Let There Be Love”

### Wariacje
- 3 oraz 4 października podczas koncertów w nowojorskim Radio City Music Hall na scenie pojawili się goście specjalni. Lil’ Kim wykonała wraz z Aguilerą przebój „Lady Marmalade”, a duet A Great Big World – balladę „Say Something”[45][46].
- 13 listopada podczas występu w St. Petersburg na Florydzie dodatkowo wykonany został utwór „The Voice Within”[10].

## Występy
| Ameryka Północna     | Ameryka Północna          | Ameryka Północna                            | Ameryka Północna |                                             |
| Data                 | Miasto                    | Miejsce koncertu                            | Support          | Gość                                        |
| -------------------- | ------------------------- | ------------------------------------------- | ---------------- | ------------------------------------------- |
| 25 września 2018     | Hollywood, Floryda        | Hard Rock Live                              | –                | Alexis Mateo, Jasmine International         |
| 28 września 2018     | Atlantic City, New Jersey | Mark G. Etess Arena                         | –                | Jenna Tall                                  |
| 30 września 2018     | Waszyngton, D.C.          | The Theater at MGM National Harbor          | Big Boi          | Michelle Livigne, Monica Duvall             |
| 3 października 2018  | Nowy Jork                 | Radio City Music Hall                       | Big Boi          | Lil’ Kim, A Great Big World, Carmen Carrera |
| 4 października 2018  | Nowy Jork                 | Radio City Music Hall                       | Big Boi          | Lil’ Kim, Lady Bunny                        |
| 6 października 2018  | Uncasville, Connecticut   | Mohegan Sun Arena                           | –                | Bang                                        |
| 8 października 2018  | Boston, Massachusetts     | Boch Center Wang Theatre                    | Big Boi          | Jujubee                                     |
| 11 października 2018 | Orillia, Ontario          | Casino Rama Resort                          | –                | –                                           |
| 13 października 2018 | Detroit, Michigan         | Fox Theatre (Detroit)                       | Big Boi          | –                                           |
| 16 października 2018 | Chicago, Illinois         | Chicago Theatre                             | Big Boi          | Detox Icunt, Mercedes Tyler                 |
| 17 października 2018 | Chicago, Illinois         | Chicago Theatre                             | Big Boi          | Shea Couleé, Mimi Marks                     |
| 19 października 2018 | Denver, Kolorado          | Pepsi Center                                | –                | Stella Ray Sexton, Vandy J Sexton           |
| 22 października 2018 | Oakland, Kalifornia       | Paramount Theatre                           | Big Boi          | Sister Roma, Bambiana                       |
| 24 października 2018 | Indio, Kalifornia         | Fantasy Springs Resort Casino               | –                | –                                           |
| 26 października 2018 | Los Angeles               | Greek Theatre                               | Big Boi          | Manila Luzon, Rhea Litre                    |
| 27 października 2018 | Las Vegas, Nevada         | The Colosseum at Caesars Palace             | Big Boi          | Farrah Moan                                 |
| 29 października 2018 | Phoenix, Arizona          | Comerica Theatre                            | Big Boi          | Joey Jay, Luna St. James                    |
| 1 listopada 2018     | Sugar Land, Teksas        | Smart Financial Centre                      | Big Boi          | Janet-Fierce Andrews, Kennedy Davenport     |
| 3 listopada 2018     | Thackerville, Oklahoma    | Global Event Center                         | –                | Krystal Summers, Jenna Skyy                 |
| 4 listopada 2018     | Tulsa, Oklahoma           | Paradise Cove at River Spirit Casino Resort | –                | Lindsay Paige, Shanel Sterling              |
| 6 listopada 2018     | Saint Louis, Missouri     | Stifel Theatre                              | Big Boi          | Nina Diangelo, Tiffany T Hunter             |
| 9 listopada 2018     | Nowy Orlean, Luizjana     | Saenger Theatre                             | Big Boi          | Brock Hayhoe, Aubrey Synclaire              |
| 11 listopada 2018    | Atlanta, Georgia          | Fox Theatre (Atlanta)                       | Big Boi          | Aurora Sexton, Evah Destruction             |
| 13 listopada 2018    | St. Petersburg, Floryda   | Mahaffey Theater                            | Big Boi          | Cara Cavalli, Amanda D’Rhod                 |

### Dochód
(W kolejności od najwyższego dochodu brutto.)
| Miejsce koncertu                            | Miasto                  | Sprzedane bilety       | Dochód brutto (USD) |
| ------------------------------------------- | ----------------------- | ---------------------- | ------------------- |
| Radio City Music Hall                       | Nowy Jork, Nowy Jork    | 11,290 / 11,290 (100%) | $1,122,464          |
| Mohegan Sun Arena                           | Uncasville, Connecticut | 6,051                  | $716,316            |
| Chicago Theatre                             | Chicago, Illinois       | 6,118                  | $663,018            |
| Greek Theatre                               | Los Angeles, Kalifornia | 5,870 / 5,870 (100%)   | $636,308            |
| Hard Rock Live                              | Hollywood, Floryda      | 2,934 / 2,968 (99%)    | $534,056            |
| The Colosseum at Caesars Palace             | Las Vegas, Nevada       | 4,100 / 4,100 (100%)   | $496,595            |
| Smart Financial Centre                      | Sugar Land, Teksas      | 4,548                  | $437,586            |
| Paramount Theatre                           | Oakland, Kalifornia     | 2,832 / 2,832 (100%)   | $416,550            |
| Pepsi Center                                | Denver, Kolorado        | 9,492 / 9,500 (99%)    | $414,108            |
| Fox Theatre (Atlanta)                       | Atlanta, Georgia        | 4,197 / 4,197 (100%)   | $407,197            |
| The Theater at MGM National Harbor          | Waszyngton, D.C.        | 2,594 / 2,668 (94%)    | $391,657            |
| Global Event Center                         | Thackerville, Oklahoma  | 3,450 / 3,450 (100%)   | $388,061            |
| Comerica Theatre                            | Phoenix, Arizona        | 4,027 / 4,027 (100%)   | $381,096            |
| Boch Center Wang Theatre                    | Boston, Massachusetts   | 3,368 / 3,368 (100%)   | $339,739            |
| Mahaffey Theater                            | St. Petersburg, Floryda | 1,886 / 1,886 (100%)   | $336,002            |
| Saenger Theatre                             | Nowy Orlean, Luizjana   | 2,468 / 2,468 (100%)   | $289,136            |
| Stifel Theatre                              | Saint Louis, Missouri   | 2,506 / 2,506 (100%)   | $246,177            |
| Paradise Cove at River Spirit Casino Resort | Tulsa, Oklahoma         | 1,665 / 1,665 (100%)   | $214,960            |

- Końcowy bilans dochodu brutto oszacowano na 8,393,249 USD[49].

## Personel
| - Dyrektor artystyczny trasy: Jamie King - Wokale: Christina Aguilera - Dyrektor muzyczny, aranżer: Rob Lewis - Choreografia: Jeri Slaughter, Paul Morente - Tancerze: Charmaine Baquiran, Gilbert Saldivar, Kai Lin, Monique Slaughter, Rebbi Rosie, Sophia Aguiar - Makijażysta, fryzjer: Etienne Ortega, Stephen Sollitto - Stylistka: Karen Clarkson - Fotograf, wideofilmowanie: Philip Macías | - Kostiumy: Milligan Beaumont, Gareth Pugh, Joshua Kim, Vaquera i in. - Instrumenty klawiszowe, keyboard: Rob Lewis - Instrumenty perkusyjne: Stanley Randolph - Instrumenty basowe: Ethan Farmer - Gitara: Michael „Fish” Herring - Wokale wspierające: Erika Jerry, Andrea-Latrelle Lanz, Emi Secrest, Colin Smith - Reżyser oświetlenia, obsługa informatyczna: Cat West - Sponsor trasy: Live Nation Entertainment |